# バイソン片山
バイソン片山（バイソンかたやま、1951年8月6日 - 2024年8月17日）は、日本のジャズ・ドラマー、作曲家、タレント。宮城県生まれ。

## 来歴
宮城県気仙沼市出身。宮城県気仙沼高等学校卒業。1974年に上京し、ANコンテンポラリーミュージックにて日野元彦（ds）に師事。同時にプロ活動に入る。
日本フィルハーモニー交響楽団首席奏者の佐藤にティンパニ、NHK 首席奏者の有賀に小太鼓を師事。杉野喜知郎p3、ドン・エイブニーp3、松本英彦ts4のレギュラードラマーとして活動。
1985年渡米し、以降自己のトリオ・グループを中心に活動。
現在、自己のトリオ、カルテット、バイソンバンドで首都圏はもとより、日本国中のライブハウス等を中心に活動。音楽プロデューサー、作曲家としても活躍。後進の指導にも力を入れており、ドラム・リズムクリニックを主宰。
- BISON Katayama's Music & Associates代表。
- みなと気仙沼大使。
- 実家は臨済宗の寺院であり、住職である実兄は音楽説法グループ「カッサパ」を結成している[1]。

2024年8月17日午後4時50分、多臓器不全のため、相模原市の病院で死去。享年73歳。

## ディスコグラフィー
- 『To The See／バイソンバンドwithハンク・ジョーンズ』1992年
- 『Urban Labyrinth 都会の迷路／バイソントリオ、シダー・ウォルトンpバスター・ウイリアムスb』キングレコード　1995年2月22日
- 『ALL ROUND THREE／バイソントリオ』2003年
- 『あなたと夜と音楽と／BISON & Jazz Associates』2007年
- 『FIRST FLIGHT』ウルトラ・ヴァイヴ　2010年4月7日
- 『Dearly Beloved Jazz/バイソン片山TRIO』2017年7月1日

## 主な活動
- 1976年〜1980年、六本木パッサテンポにて杉野喜知郎（p）3のレギュラードラマーを務める。
- 1981年〜1986年、赤坂山王ホテルにてドン・エイブニー（p）3のレギュラードラマーを務める。
- 1986年、第1回サッポロビール・ジャズオーディションで「バイソンバンド」がグランプリを獲得。
- 1987年、スイスモントルー・ジャスフェステバルに「バイソンバンド」で出演、好評を博す。
- 1989年、名古屋世界デザイン博JTミュージックランに「ランディ＆バイソンバンド」で出演、好評を博す。
- 1990年、米・モンタレー・ジャズフェステバルにラリー・ビコビッチ4として出演。
- 1990・92年、ハンク・ジョーンズ（p）ジャパンツアー全日程に参加。
- 1991年、NHK TV『BSジャズ選』にて、ウォター・ビショップjr（p）4に参加。
- 2001年〜03年、尾田悟＆ヨーロピアンジャズ・ジャパンツアー、ルータバキン4ジャパンツアーに参加。
- 2003年、マリナショー ジャパンツアーにバイソントリオで参加。
- 2005年、「愛・地球博」に鞠沙樹里（vo）&バイソントリオで出演、好評を博す。
- 2004年〜、芝パーク、汐留パークホテルにて「バイソン片山3」また、来日ミュージシャントリオにて出演中。共演者は、ハロルド・ランドjr（p）ニコラス・ブルコス（p）グレック・マッケンジー（p）他多数。バイソン片山＆鞠紗樹理クリスマスディナーショーを各地で毎年開催。
- 2007年〜2009年、渡辺貞夫＆グレックマッケンジー3にてJFMに出演。芝パークホテル・レインボージャズコンサートを定期的に開催。共演はハービー・トンプソン（vo）ジェームス・マホーン（ts）他多数。
- 2010年、6月29日〜7月8日まで、イスタンブールジャズフェステバルに出演。
- 2010年、11月26日から台北ジャズコンサートツアー他、東北ツアー。
- 2011年、 9月2〜8台北ジャズコンサートツアー＆レコーディング。

## 主な共演者
主な参加グループ、共演者は上記の他に、日本では杉原淳＆サラブレッズ、松本英彦4、 山本剛3、日野皓正、水橋孝3、北村英治、峰厚介、中川武5、中本マリ、峰純子、マーサ三宅、金子晴美、伊藤君子、ランディ、笈田敏夫、水森亜土、グレース・マーヤ、マリーン、チャリート、マリア・エヴァ他。
海外及び、来日ミュージシャンではシダー・ウォルトン、ハンク・ジョーンズ、ウォルター・ビショップ・ジュニア、マーシャル・ロイヤル、マンデル・ロウ、ダニー・タナー、エリック・ディクスン、ナンシー・ウィルソン、ヘレン・メリル、スコット・ハミルトン、ベニー・グリーン、ルー・タバキン、ジョン・クレイトン等多数。

## その他の活動

### CM
ユニークなキャラクターが買われTVCMのタレント、映画俳優としても活動
- NTTタウンページ・アリャリャマン編（2002年）
- 日清サラダ油・いい油だな編 - 和田アキ子と共演（2001年）
- ZIMAお酒のCM（2009年）

### 映画・PV(プロモーションビデオ)
- フランス映画「畏れおののいて」（2004年）アラン・コルノー監督〈日本未公開〉
- Mr. Children「くるみ」PV（2003年）丹下紘希監督。中年ドラマー役。（同作はスペースシャワーTVミュージックビデオアワー'04にてベストオブイヤー 受賞）